# Pont de Joinville
Le pont de Joinville franchit la rivière Marne, à Joinville-le-Pont, en France.

## Situation
Le pont de Joinville se situe sur le territoire de la commune de Joinville-le-Pont, dans le Val-de-Marne, reliant les deux rives de la Marne au-dessus de l'île Fanac en suivant le tracé de la D4.
Côté ouest, il part du carrefour de la Résistance, où se rencontrent le quai de la Marne, le quai Pierre-Brossolette, la rue Chapsal et la rue Jean-Mermoz. Il dessert ensuite l'Île Fanac par un escalier destiné aux piétons. Il se termine à l'est en rencontrant le quai de Polangis, le quai Gabriel-Péri, la rue du Port et l'avenue du Général-Gallieni.

## Histoire

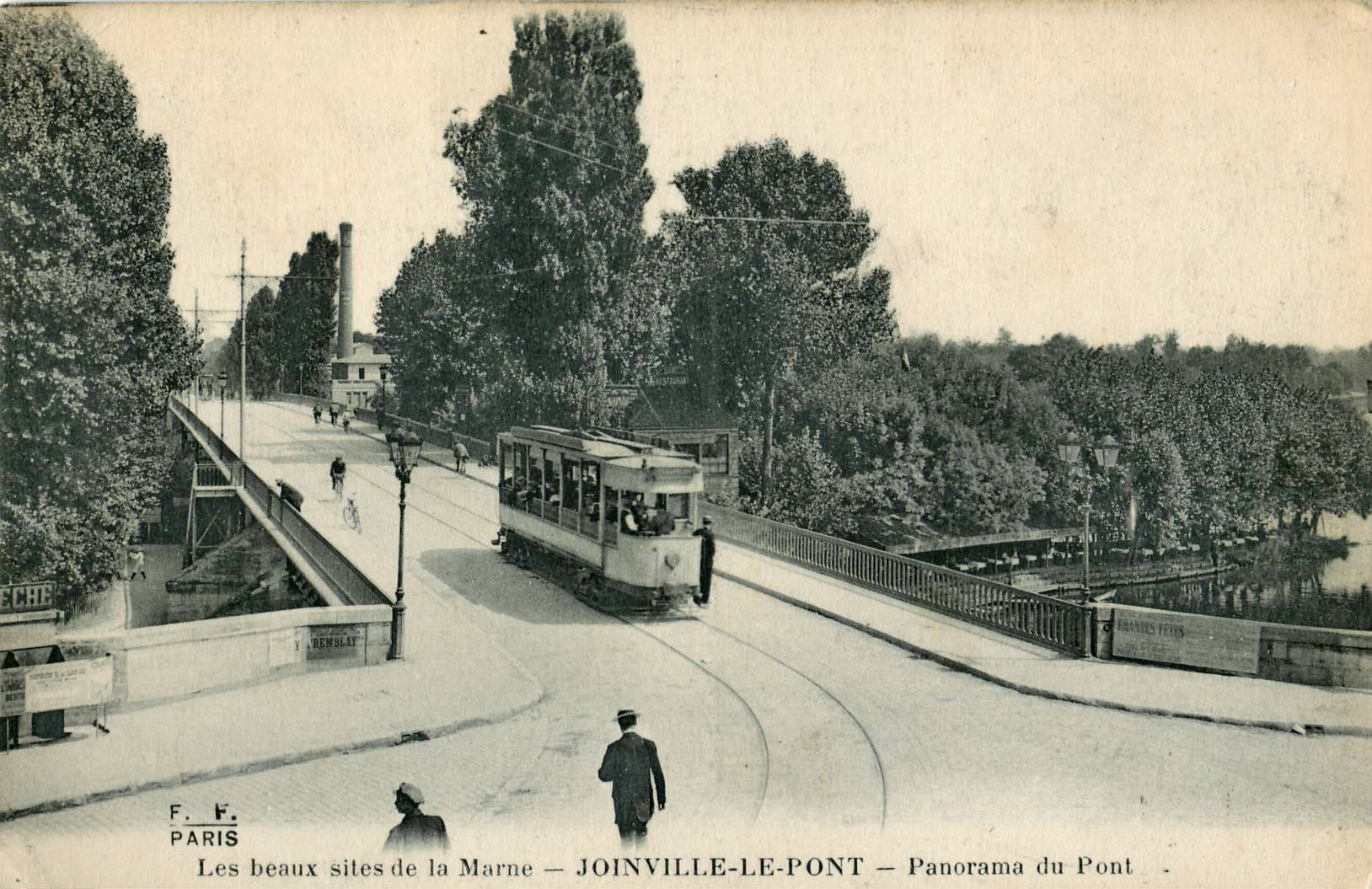
Le prédécesseur du pont actuel, photographié avant 1914, lorsque la ligne 10 (Porte de Vincennes –Champigny-gare) de la Compagnie des tramways de l'Est parisien le parcourait.

Plusieurs ouvrages d'art successifs ont existé sur ce site qui accueillait auparavant un portus, ou embarcadère. On a estimé que le premier ouvrage était contemporain du pont de Charenton, des techniques de construction et des matériaux similaires ayant été utilisés. Le roi Louis VI accorde ainsi en 1110 à l'abbaye de Saint-Maur le revenu du cens de 3 sous perçus pour la traversée.
Le premier pont, en bois, est construit en 1205, à la suite d'un accord entre Eudes de Sully, évêque de Paris, et les moines. Il a été plusieurs fois détruit par les guerres et les crues, reconstruit à chaque fois. Temporairement pris en 1567 par les armées protestantes du prince de Condé et de Coligny., il est équipé d'un pont-levis en 1568, lors d'une trève. En 1716-1718 il est remplacé par un pont de pierre doté de sept arches, avant d'être remanié et élargi à plusieurs reprises au XIXe siècle et au début du XXe siècle. L'ouvrage actuel date de 1937 et a été réalisé par l'architecte Tourry et les ingénieurs Giguet et Cosmi, en béton. Les voitures purent y accéder à partir de 1943.
Le pont de Joinville connait successivement plusieurs noms : pont Olin entre le XIIIe et le XVIe siècle, pont aux Moulins du XVIe au XVIIIe siècle, pont de Saint-Maur du XVIIIe au début du XIXe siècle. Le nom actuel de pont de Joinville est donné à partir de 1835.